# Прибузька горішина
Прибузька горішина — ботанічна пам'ятка природи місцевого значення в Україні. Об'єкт природно-заповідного фонду Вінницької області. 
Розташована в межах Вінницького району Вінницька область, на захід від с. Агрономічне (Прибузьке лісництво кв. 18 діл.13).
Площа 0,01 га. Оголошений відповідно до Рішення Вінницького облвиконкому від 13.05.1964 року № 187 та від 29.08.1984 року № 371. Перебуває у віданні Вінницького державного підприємства «Вінлісгосп». 
Статус надано для збереження ділянки продуктивного лісонасадження з участю горіха маньчжурського, а також дуба звичайного віком близько 60 років.